# ری آنتونی
ری آنتونی (انگلیسی: Ray Anthony؛ زادهٔ ۲۰ ژانویهٔ ۱۹۲۲) نوازنده و هنرپیشه اهل ایالات متحده آمریکا است.
از فیلم‌هایی که وی در آن‌ها نقش داشته است، می‌توان به شهر دختران اشاره نمود.